# Our Body
Our Body (en hangul:아워 바디; RR: Awol Badi) es una película surcoreana de 2018 protagonizada por Choi Hee-seo y Ahn Ji-hye, y escrita y dirigida por Han Ka-ram; es el largometraje de debut de esta directora.

## Sinopsis
La protagonista, Ja-young, es una treintañera insatisfecha con su vida, que lleva muchos años estudiando una oposición para un puesto de funcionaria que no le interesa, únicamente porque es el deseo de su madre. Cansada y falta de motivación, decide no presentarse a los exámenes. Después logra un trabajo eventual en una oficina gracias a la ayuda de una amiga, pero sigue desorientada y sin saber qué dirección tomar con su vida. Todo cambia para ella cuando, una noche, se cruza con una atractiva corredora, que se convierte en el espejo que necesita para encontrar una verdadera motivación.

## Reparto
- Choi Hee-seo como Yoon Ja-young.
- Ahn Ji-hye como Kang Hyun-joo.
- Kim Jung-young como Ja Young-mo, madre de Ja-young.[1][5]
- Lee Jae-in como Yoon Hwa-yeong.
- Susanna Noh como Oh Min-ji.
- Choi Joon-young como Min-ho.
- Geum Sae-rok como Hee-jeong.

## Estreno
La película se estrenó en la sección Discovery del Festival Internacional de Cine de Toronto de 2018, manteniéndose del 6 al 16 de septiembre de 2018. En Corea del Sur se proyectó en la 23.a edición del Festival de Cine Internacional de Busan en octubre de 2018, aunque no se estrenó en sala hasta casi un año después, en septiembre de 2019.

## Recepción crítica
Jason Bechervaise (Screendaily) la ha calificado como un «debut impresionante», con Choi Hee-seo entregando «una interpretación entregada y matizada», que afianza su condición de estrella emergente en su país.  Para Jessica Kiang, de Variety, es «un debut prometedor pero casi deliberadamente oscuro» y «una exploración convincente pero poco poderosa de la identidad femenina y la alienación en el Seúl contemporáneo, obsesionado con el estatus y la juventud».
Según Beatriz Martínez, de El Periódico, «Our Body es una pequeña y sensible película sobre la incertidumbre, sobre el desconcierto y también sobre el autodescubrimiento. Es dura porque nos acerca a partes muy oscuras de frustración e inseguridad, pero también explora la sensualidad y la búsqueda íntima de una manera muy especial y evocadora».
Para Daniel Farriol (Cinemagavia), «Our Body nos habla de cómo construimos un camino en base a las expectativas de los demás. De cómo la presión social puede convertirse es una maquinaria globalizadora que destruye nuestra independencia identitaria. Han Ka-ram aporta un punto de vista femenino e íntimo para retratar a una mujer que decide explorar sus deseos, entendiendo que la única forma de obtener la satisfacción personal es amarse a uno mismo, sin depender de los demás».

## Premios y candidaturas
| Año  | Premio                                       | Categoría                 | Candidato    | Resultado | Ref.          |
| ---- | -------------------------------------------- | ------------------------- | ------------ | --------- | ------------- |
| 2018 | 23.o Festival de Cine Internacional de Busan | Actriz del año            | Choi Hee-seo | Ganadora  | [ 10 ]        |
| 2020 | Premios Chunsa Film Art                      | Mejor director revelación | Han Ka-ram   | Nominada  | [ 11 ] [ 12 ] |